# Francesc Cantó i Blasco
Francesc Cantó i Blasco   (Castelló de la Plana, 7 de febrer de 1850 - 1 d'abril de 1933), fou un metge, cirurgià i escriptor valencià.
Després de completar els seus estudis de Medicina a la Universitat de València, i va obtenir el grau de doctor per la Universitat Central de València el 1873. El 1885 fou nomenat acadèmic de la Reial Acadèmia de Medicina de València. A més, va exercir diversos càrrecs importants, com ser soci i president de l'Institut Mèdic Valencià, dirigir la Comissió Central de Medicina i Cirurgia, i presidir Lo Rat Penat. A més de la seva dedicació a la medicina, va deixar un llegat literari significatiu, amb una considerable quantitat d'obres que abastien tant la seva especialitat com altres temes. La seva carrera professional va desenvolupar-se a l'Hospital Provincial de València.

## Obra[1][2]
- Cantó i Blasco, Francesc. Impremta de Ferrer d'Orga. Discurso leído en la Universidad Central de Valencia al practicar los ejercicios de grado de doctor en la Facultad de Medicina en 13 de julio de 1873, 1879.
- Cantó i Blasco, Francesc. Impremta de Ferrer d'Orga. Recuerdo apologético de Gaspar Torrella, 1880.
- Cantó i Blasco, Francesc. Imprenta de Ramon Ortega. Memoria de la Enfermeria de Cirujía de Mujeres del Hospital Provincial de Valencia durante el año económico 1879-1880, 1881.
- Cantó i Blasco, Francesc. Impremta Casa de Beneficència. Reseña biográfica del reverendo padre mercenario fray Juan Gilabert Jofré fundador del Hospital General de Valencia (primer manicomio del mundo), 1883.
- Cantó i Blasco, Francesc. Impremta de Ferrer d'Orga. Discurso: Sesión literaria celebrada en el Instituto Médico Valenciano en honor de los profesores de medicina y farmacia valencianos fallecidos durante la última epidemia, 1885.
- Cantó i Blasco, Francesc. Impremta de Ferrer d'Orga. Discurso: Consideraciones clínicas sobre el nerviosismo sifilítico en la mujer, 1885.
- Cantó i Blasco, Francesc. Impremta Doménech. Por tierras argelinas, 1913.
- Cantó i Blasco, Francesc. Tipografia Moderna. Apuntes biográficos del Reverendo Padre Juan Perpiñá, S.J. 1530-1566, 1929.

## Articles[2]
- Cantó i Blasco, Francesc «Espigolant entre el rastoll; més de cent pensaments morals». Butlletí de la Societat Castellonenca de Cultura [Castelló de la Plana], Tom I i II, núm. 2, 3, 14..., 1920-1921, pàg. 60, 75, 120, 144.... (català) (pdf)
- Cantó i Blasco, Francesc «Viáticos de Castellón a Valencia en 1857-1862». Butlletí de la Societat Castellonenca de Cultura [Castelló de la Plana], núm. 18, 1921. (pdf)
- Cantó i Blasco, Francesc «Viáticos de Castellón a Valencia en 1857-1862». Butlletí de la Societat Castellonenca de Cultura [Castelló de la Plana], núm. 18, 1921. (pdf)
- Cantó i Blasco, Francesc «Recuerdos de un anciano: Del famoso ‘Bienio progresista’». Butlletí de la Societat Castellonenca de Cultura [Castelló de la Plana], Tom IV, núm. 30, 1923. (pdf)
- Cantó i Blasco, Francesc «Recuerdos de un anciano: Los días otoñales en 1860». Butlletí de la Societat Castellonenca de Cultura [Castelló de la Plana], Tom IV, núm. 36 i 38, 1923, pàg. inici en p. 204. (pdf)
- Cantó i Blasco, Francesc «Una página de ensayo cultural castellonense». Butlletí de la Societat Castellonenca de Cultura [Castelló de la Plana], Tom VII, núm. 5, 1926. (pdf)
- Cantó i Blasco, Francesc «El humanista Pérez Bayer y el pueblo de Benicasim». Butlletí de la Societat Castellonenca de Cultura [Castelló de la Plana], Tom VII, núm. 6, 1926. (pdf)
- Cantó i Blasco, Francesc «De mi vida: Entre bayonetas». Butlletí de la Societat Castellonenca de Cultura [Castelló de la Plana], Tom XII i XIII, núm. 4 i 2, 1931-1932. (pdf)